# Lampona olga
Lampona olga is een spinnensoort uit de familie Lamponidae. De soort komt voor in het Noordelijk Territorium.